# Chích chòe đen
Chích chòe đen, tên khoa học Copsychus cebuensis, là một loài chim trong họ Muscicapidae. Chúng là loài đặc hữu của Cebu, Philippin.